# Pentanychus pacificus
Pentanychus pacificus is een hooiwagen uit de familie Pentanychidae.